# Aschat Kadyrkułow
Aschat Kadyrkułow (ros. Асхат Кадыркулов; ur. 14 listopada 1974 w Uzynagaszu) – kazachski piłkarz występujący na pozycji pomocnika.

## Kariera klubowa
Kadyrkułow karierę rozpoczynał w 1990 roku w zespole Ak-Kanat Uzurganach, grającym w czwartej lidze ZSRR. W 1993 roku został zawodnikiem Namysu Ałmaty z pierwszej ligi kazachskiej. W 1994 roku odszedł do Kajratu Ałmaty. W 1996 roku zdobył z nim Puchar Kazachstanu.
W 2000 roku Kadyrkułow przeszedł do Szachtiora Karaganda, jednak jeszcze w tym samym roku odszedł stamtąd do rosyjskiego CSKA Moskwa.
Grał tam do 2001 roku. Następnie wrócił do Kazachstanu, gdzie został graczem Żengysu Astana, z którym wywalczył Puchar Kazachstanu. W 2003 roku przeniósł się do Kajratu Ałmaty. Zdobył z nim Puchar Kazachstanu (2003), a także mistrzostwo Kazachstanu (2004).
W kolejnych latach Kadyrkułow grał w zespołach Szachtior Karaganda, Kajrat Ałmaty oraz Żetysu Tałdykorgan. W 2007 roku zakończył karierę.

## Kariera reprezentacyjna
W reprezentacji Kazachstanu Kadyrkułow zadebiutował 11 maja 1997 w wygranym 3:0 meczu eliminacji Mistrzostw Świata 1998 z Pakistanem, a 6 kwietnia 2000 w wygranym 2:0 pojedynku eliminacji Pucharu Azji 2000 z Palestyną strzelił swojego pierwszego gola w kadrze. W latach 1997–2002 w drużynie narodowej rozegrał 24 spotkania i zdobył 4 bramki.